# Кужельная, Надежда Васильевна
Наде́жда Васи́льевна Куже́льная (род. 6 ноября 1962, Алексеевское, Татарская АССР) — российский космонавт-испытатель, 12-й набор НПО «Энергия». Опыта космических полётов не имеет.

## Биография
Родилась 6 ноября 1962 года в пгт Алексеевское в русской семье.
- В 1981 году окончила криворожскую среднюю школу № 86.
- В 1984 году — окончила 3-й курс Днепропетровского инженерно-строительного института и перевелась в Московский авиационный институт с потерей одного курса.
- В 1988 году — окончила Московский авиационный институт с квалификацией инженера-системотехника по специальности «Динамика полёта и управление».
- С 31 мая 1988 года — инженер 178-го отдела, с 21 декабря 1989 года — 103-го отдела, с 1 мая 1990 года — 33-го отдела. С 1 ноября 1990 года — инженер-математик 33-го отдела НПО «Энергия». Разрабатывала проектную документацию и программное обеспечение научной аппаратуры ОС «Мир».

### Служба в отряде космонавтов
- В 1993 году прошла медицинскую комиссию в Институте медико-биологических проблем (ИМБП) и получила допуск Главной медицинской комиссии (ГМК) к спецтренировкам. 1 апреля 1994 года решением Государственной межведомственной комиссии (ГМВК) отобрана в отряд космонавтов РКК «Энергия».
- 16 июня 1994 года приказом Государственного комитета оборонной промышленности № 169 назначена на должность кандидата в космонавты-испытатели отряда космонавтов РКК «Энергия» (отдел 291).
- С лета 1994 по апрель 1996 года проходила общекосмическую подготовку в ЦПК имени Ю. А. Гагарина. 25 апреля 1996 года после сдачи зачётов решением Межведомственной квалификационной комиссии (МВКК) присвоена квалификация «космонавт-испытатель».
- 13 июня 1996 года приказом генерального директора РКА № 83 была назначена на должность космонавта-испытателя отряда космонавтов РКК «Энергия» (отдел 291).
- В июне-сентябре 1996 года проходила подготовку в составе группы космонавтов по программе ОС «Мир».
- С октября 1996 по июль 1997 года проходила подготовку в составе группы космонавтов по программе МКС.
- 28 июля 1997 года решением ГМВК была утверждена бортинженером основного экипажа 1-й российской экспедиции посещения МКС (с целью испытания корабля «Союз ТМА» и замены транспортного корабля «Союз» — программа «МКС-Такси» (МКС-Т)) вместе с Талгатом Мусабаевым.
- С августа 1997 по ноябрь 1998 года проходила подготовку по программе «МКС-Т» в составе группы. 21 ноября 1998 года прервала подготовку из-за декретного отпуска в связи с рождением ребёнка. Вышла из декретного отпуска в апреле 1999 года.
- С 12 мая 1999 года снова проходила подготовку в качестве бортинженера основного экипажа 1-й российской экспедиции посещения МКС по программе «МКС-Т» (ЭП-1). До мая 2000 года вместе с Талгатом Мусабаевым (позывной — «Дербент-2»), а с 20 июля 2000 года — вместе с Виктором Афанасьевым (позывной — «Дербент-2»).
- В декабре 2000 года выведена из основного экипажа в связи с переформированием экипажей: в связи с назначением 28 декабря 2000 года нового состава основного экипажа (Талгат Мусабаев — Юрий Батурин).
- В мае 2001 года — назначена бортинженером во 2-й (дублирующий экипаж) 2-й экспедиции посещения МКС вместе с Сергеем Залётиным. С мая по октябрь 2001 года проходила подготовку к полёту по программе 2-й российской экспедиции посещения МКС (ЭП-2). 21 октября 2001 года входила в дублирующий экипаж ТК «Союз ТМ-33» (позывной «Енисей-2»), дублировала Константина Козеева.
- 27 мая 2004 года приказом руководителя Федерального космического агентства (ФКА) была освобождена от должности космонавта-испытателя в связи с уходом на пенсию по выслуге лет.

### Последующая деятельность
- В 2004 году окончила Ульяновское высшее авиационное училище.
- После окончания училища работала в авиакомпании «Аэрофлот» вторым пилотом самолёта Ту-134 (5 лет), а затем Airbus А320 и Airbus A330.

## Классность и достижения
- 1-й разряд по самолётному спорту (член женской пилотажной группы «Ласточки» при ОКБ имени П. О. Сухого);
- 2-й разряд по планерному спорту;
- 3-й разряд по парашютному спорту.

## Дополнительная информация
- Во время одного из учебных полётов при выполнении фигуры высшего пилотажа на одноместном Су-26 при перегрузке в 9g из-за сильного давления выбило пробку в масляном баке. Фонарь самолёта залило плотной масляной плёнкой. Не покинув самолёта, посадила его практически вслепую[1].
- Летала на самолётах Як-52, Як-55, Су-26, Су-29, Л-39, Як-18Т, Ту-134, Airbus А320 и Airbus A330.
- Является членом клуба «Авиатрисса», объединяющего женщин — членов лётных экипажей.
- В октябре 2002 года принимала участие в реалити-шоу «Последний герой».
- Дипломантка телевизионного вокального конкурса-шоу «Ты - звезда!» и экс-вокалистка группы «Птицы» и студии «Нота».

## Семья
- Отец — Кужельный Василий Иванович (1937 г. р.)
- Мать — Кужельная (Козлова) Людмила Ивановна (1937 г. р.)
- Брат — Кужельный Виктор Васильевич (1967 г. р.)
- Брат — Кужельный Алексей Васильевич (1976 г. р.)
- Муж — Морозов Владимир Георгиевич, служил военным лётчиком, заместителем начальника лётной службы Центра подготовки космонавтов ВВС, полковник запаса
- Дочь — Морозова Екатерина Владимировна (1999 г. р.)